# Paretta Autosport

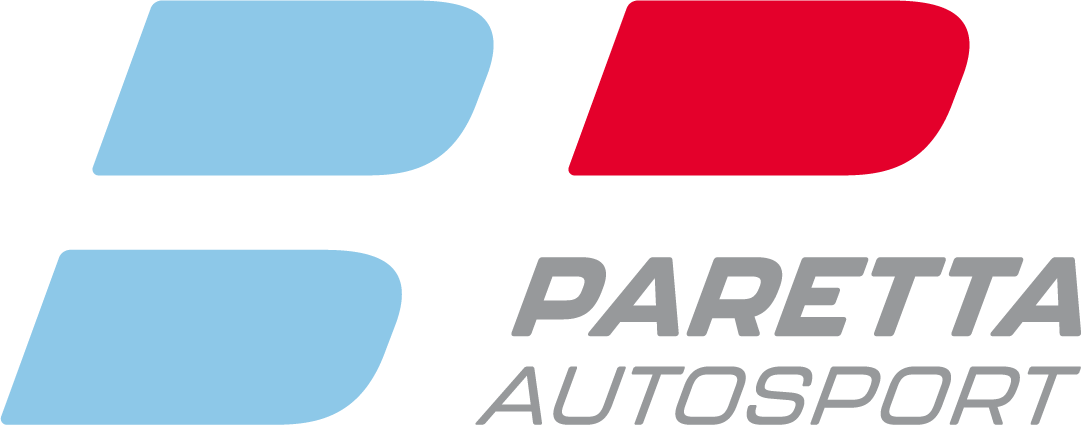
Paretta Autosport

Paretta Autosport ist ein US-amerikanisches Motorsport-Rennteam, das seit 2021 in der IndyCar Series startet.

## Geschichte
Die Teaminhaberin Beth Paretta hat das erste Motorsport Team gegründet, bei dem rund 70 % der Angestellten weiblich sind. Als Fahrerin wurde die erfahrene Simona de Silvestro engagiert, sie fuhr bis und mit 2022 über 71 IndyCar-Rennen. Das Team ist in Detroit beheimatet und kooperiert mit dem Team Penske in technischen Belangen. De Silvestro qualifizierte sich 2021 für das Indianapolis 500 und beendete dieses auf dem 31. Rang. Es blieb das einzige Rennen, das Paretta Autosport im Jahr 2021 gefahren war. In der folgenden Saison konnte man vier Mal an den Start gehen, die beste Platzierung gelang beim  Indy 200 at Mid-Ohio mit dem 18. Rang. Das Ziel des Teams ist vorerst, solch stabile Finanzen zu erreichen, um an einer kompletten Saison starten zu können. Auch für die Saison 2023 sind Starts geplant, wie in den vorhergegangenen Jahren wiederum mit einem Chevrolet getriebenen Fahrzeug.

### Indy500-Ergebnisse
| Jahr | Team              | Fahrzeug          | Fahrer              | Platzierung |
| ---- | ----------------- | ----------------- | ------------------- | ----------- |
| 2021 | Paretta Autosport | Dallara-Chevrolet | Simona de Silvestro | 31          |
| 2022 | Paretta Autosport | Dallara-Chevrolet | Simona de Silvestro | DNQ         |